# درستکار در میان ملل
درستکار در میان ملل (به عبری: חֲסִידֵי אֻמּוֹת הָעוֹלָם) عنوانی افتخاری است که توسط دولت اسرائیل به افراد غیر یهودی اعطا می‌شود که در طول هولوکاست با به خطر انداختن خود باعث نجات یهودیان از کشته‌شدن به دست آلمان نازی شده‌اند.

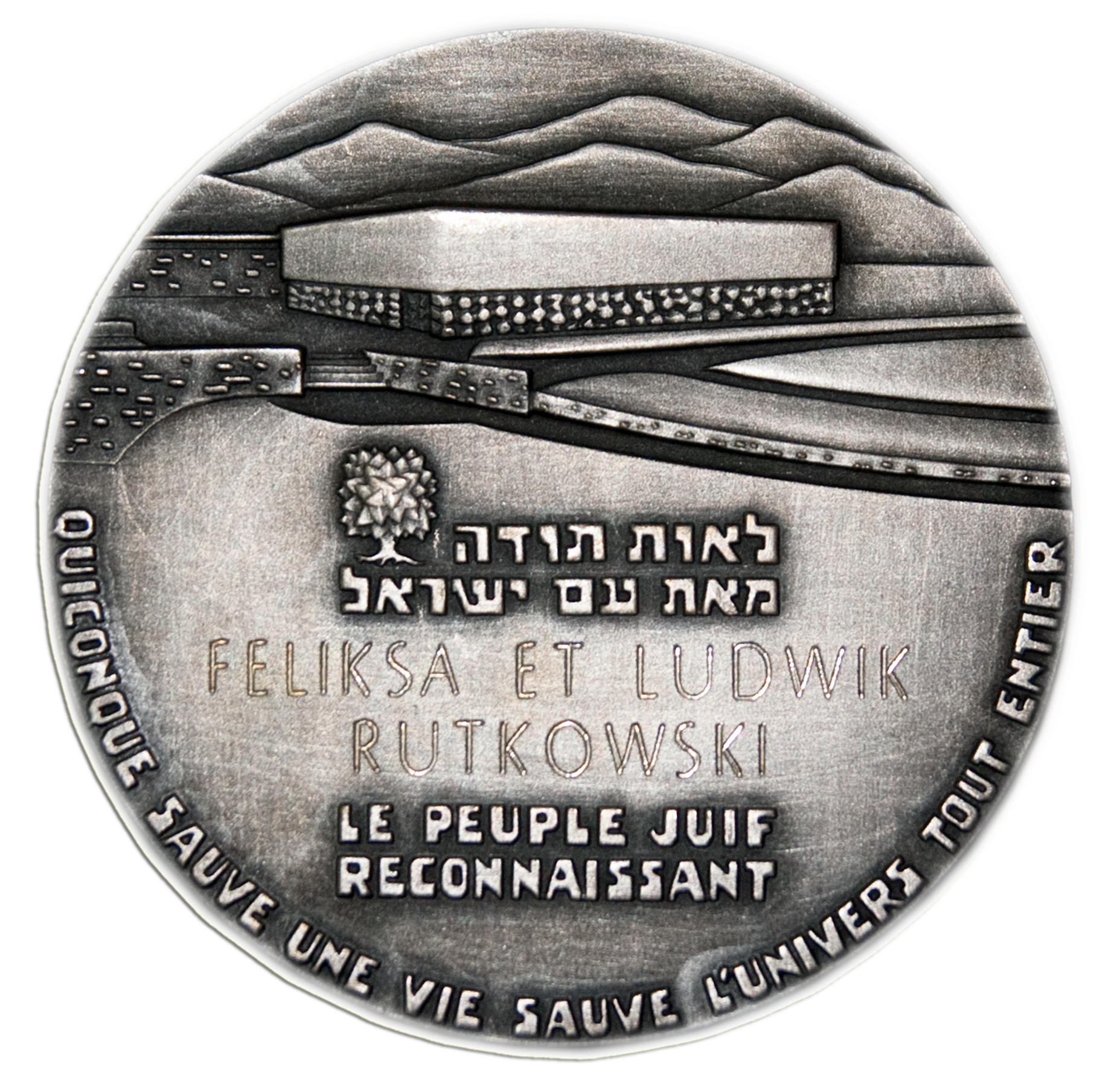
یک مدال درستکار در میان ملل که نام فرد نیز بر روی آن حک شده

از سال ۱۹۶۳ کمیسیونی به ریاست یکی از قضات دادگاه عالی اسرائیل مسئول تعیین افرادی است که این عنوان مطابق معیارها به آنان تعلق می‌گیرد. معیارهای این انتخاب عبارتند از:
- فقط یک یهودی می‌تواند کسی را برای دریافت جایزه نامزد کند.
- کمک به یک عضو خانواده یا فردی یهودی که دین خود را به مسیحیت تغییر داده باشد، برای این عنوان محسوب نمی‌شود.
- عمل فرد باید مکرر یا قابل توجه باشد.
- این عمل باید بدون چشمداشت مالی انجام شده باشد. دریافت هزینه برای مخارج از قبیل مواد غذایی ایرادی ندارد.

نام فرد واجد شرایط بر روی دیوار مربوط به این عنوان در ید وشم در اورشلیم حک می‌شود. فرد درستکار می‌تواند تابعیت افتخاری اسرائیل را دریافت کند و در اسرائیل مقیم شود. در این صورت مقرری ماهیانه‌ای معادل متوسط حقوق دریافت خواهند کرد و از بیمه درمانی رایگان برخوردار خواهند بود. تا ژانویه ۲۰۱۹، ۲۷٬۳۶۲ نفر از ۵۱ کشور به عنوان درستکار در میان ملل شناخته شده‌اند. 